# George Simon (kunstenaar)
George Simon (St. Cuthbert's Mission, 23 april 1947 - Spanje, 15 juli 2020) was een Guyaans beeldend kunstenaar en archeoloog. Hij stamt uit het inheemse volk de Arowakken en gebruikt zijn eigen taal in zijn werk. Hij was de oprichter en mentor van de Lokono Artists Group, een groep Arowak kunstenaars uit Guyana, van wie de meeste gevestigd waren in zijn geboorteplaats St. Cuthbert's Mission. Simon wordt algemeen beschouwd als een van de toonaangevende Guyaanse kunstenaars van zijn generatie, en zijn schilderijen (acrylverf op canvas, papier of keperstof) vallen op door hun verkenning van de Amerindische cultuur en de Guyaanse omgeving. Hij wordt ook gewaardeerd om zijn prestaties als opleider, zijn inspanningen om kansen te creëren voor indiaanse kunstenaars in Guyana, en om zijn werk als archeoloog.

## Biografie

### Jeugd

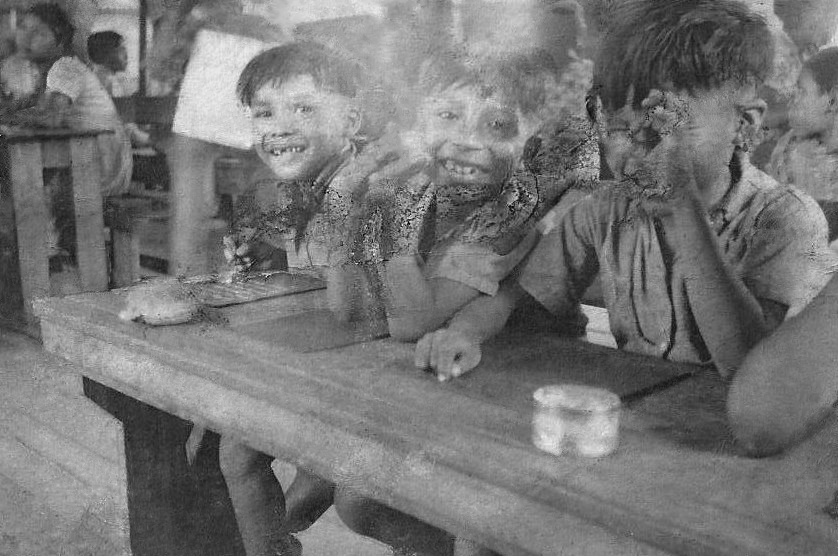
George Simon (uiterst links) op school in St. Cuthbert's Mission

George Simon werd op 23 april 1947 geboren als zoon van Olive en Mark Simon in St. Cuthbert's Mission aan de Mahaica-rivier in Brits Guyana (nu Guyana). Zijn vader was houthakker en zijn moeder huisvrouw. Simon ging naar school in St. Cuthbert's missie tot hij twaalf jaar was. Toen hij in 1994/95 over zijn jeugd sprak in een interview, memoreerde hij de wijze waarop de missiescholen uitingen van de indiaanse cultuur onderdrukten: "Iedereen die in de klas Arawak sprak, werd gegeseld [...]. In het algemeen werd de Amerindiaanse cultuur ontmoedigd en voelden we ons minderwaardig”.
Simons vader stief toen hij drie jaar oud was. Toen hij twaalf jaar was, werd hij geadopteerd door James William Pink - een Engelse Anglicaanse priester die op dat moment in de regio Mahaica-Berbice diende. Hij verhuisde met zijn pleegvader naar Linden en vervolgens naar Georgetown, waar hij Engels, wiskunde, aardrijkskunde, hygiëne, fysiologie en beeldende kunsten studeerde aan de Christ Church Secondary School.

### Engeland
In 1970 verhuisde Simon met zijn pleegvader naar Essex, Engeland. Van 1972 tot 1974 studeerde hij kunst aan het Thurrock and Basildon College in Grays, Essex. In 1975 schreef hij zich in aan de Universiteit van Portsmouth, waar hij een bachelor haalde in de schone kunsten, met een speciale focus op kunstgeschiedenis en negentiende-eeuwse kunst. Hij studeerde cum laude af in 1978.

### Guyana
In 1978 keerde Simon terug naar Guyana en ging als kunstdocent werken aan de Burrowes School of Art en vervolgens aan de Universiteit van Guyana. Gedurende deze tijd raakte hij goed bevriend met de Guyanese archeoloog, antropoloog en romanschrijver Denis Williams, en in 1985 nodigde Williams Simon uit om zijn onderzoeksassistent te worden in het Walter Roth Museum of Anthropology. Tot 1992 werkte hij in het Walter Roth Museum en in deze tijd startte hij met zijn studie archeologie en antropologie.
Als onderdeel van zijn werk in het Walter Roth Museum nam Simon deel aan talrijke antropologische expedities naar verschillende delen van Guyana. Deze expedities hadden een grote impact op zijn leven en zijn artistieke ontwikkeling. Kort nadat hij bij het museum kwam werken, werd hem gevraagd een expeditie te leiden naar een Wai-Wai-gemeenschap in het zuiden van Guyana. De expeditie verbleef een maand in het Wai-Wai-dorp Sheparyimo en deed daar antropologisch onderzoek. Simon maakte tijdens zijn verblijf een aantal schetsen van Wai-Wai-volkeren, architectuur en artefacten, en zijn ervaringen vormden de inspiratie voor een collectie schilderijen met de titel de Wai-Waiserie. Veel van de expedities waaraan hij deelnam, behelsden reizen op de Essequiborivier; zijn fascinatie voor die rivier resulteerde in zijn Essequiboserie.
Toen Simon enkele jaren later in een interview met kunstcriticus en historicus Anne Walmsley over zijn ervaring in Sheparyimo sprak, zei hij: "Dit was mijn eerste ervaring met het Amazonegebied en de inheemse volkeren, waardoor ik parallellen kon trekken met mijn eigen jeugd." Hij sprak ook meer in het algemeen over hoe alle expedities waaraan hij deelnam, zijn perspectief en in het bijzonder zijn relatie tot de indiaanse cultuur in Guyana veranderden. Hij legde uit dat hij voorafgaand aan deze periode heel weinig in Guyana had gereisd en zich door de tijd die hij in Engeland had doorgebracht "gedeeltelijk afgesneden had gevoeld van [zijn] mensen en dat soort leven". Zijn werk in het Walter Roth Museum stelde hem in staat "herenigd te worden met [zijn] mensen" en zijn "Amerindianiteit" te ontdekken.

#### Lokono Artists Group

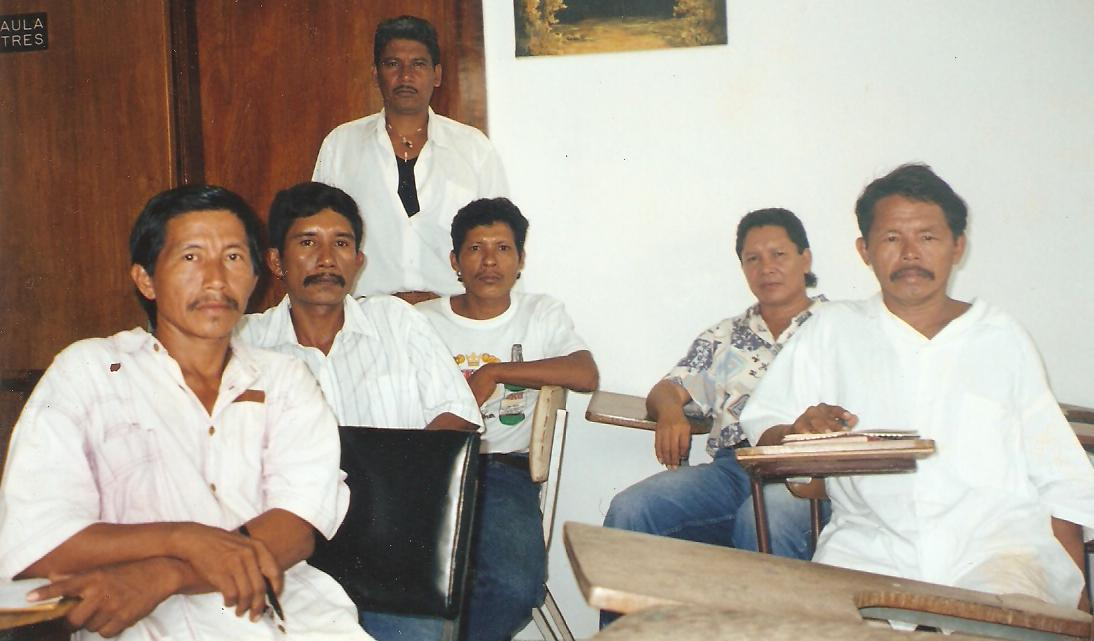
Simon met leden van de Lokono Artists Group. Van links naar rechts: "Puffy" Clenkien, Telford Taylor, Ossie Hussein (staand), Foster Simon, George Simon en Lynus Clenkien

Gedurende deze jaren werkte Simon ook hard aan het verbeteren van de opleidings- en ontwikkelingsmogelijkheden voor indiaanse kunstenaars in Guyana. Bezorgd over de indianen uit zijn dorp die "niet ver gaan in hun opleiding", richtte hij in augustus 1988 een teken- en ontwerpatelier op in de missie van St. Cuthbert. Het atelier koesterde een aantal artistieke talenten die sindsdien erkenning hebben verworven, zoals Oswald ("Ossie") Hussein, Roaland Taylor en Lynus Clenkien. Deze kunstenaars - onder wie Simon - staan gezamenlijk bekend als de Lokono Artists Group.
In februari 1991 organiseerde Simon bij de Hadfield Foundation een expositie van zijn eigen werk en dat van negen andere leden van de Lokono Artists Group. De tentoonstelling had als titel Contemporary Amerindian Art. Volgens Alim Hosein, docent aan de Universiteit van Guyana, betekende de expositie een "aardverschuiving in de Guyanese kunst": "De expositie [...] overschreed alle grenzen en opvattingen over Amerindiaanse kunst in Guyana, en maakte duidelijk dat er zoiets was als Amerindiaanse kunst, een bewering die gebaseerd was op veel meer dan het voorkomen van indiaanse motieven in kunstwerken van personen van indiaanse afkomst. De overvloed aan uitstekend werk, de nieuwe visuele verbeelding en het enorme aantal kunstenaars [...] uit deze kleine groep, introduceerde de indianen als een serieuze kracht in de lokale kunst en voegde er een nieuwe dimensie aan toe in een tijd waarin uitingen van andere kunstenaars schaars waren". De expositie Contemporary Amerindian Art startte een traditie van exposities van Amerindiaanse kunst die veelal worden georganiseerd als onderdeel van de maand van het Amerindiaanse Erfgoed in Guyana.

### Verdere studie in Engeland
In 1992 keerde Simon terug naar Engeland om te studeren voor een master in veld- en analytische technieken in de archeologie aan het University College London. Hij voltooide de studie in 1994 en keerde terug naar Guyana.

### Reizen in Tsjaad, Frankrijk, Canada en Haïti
In december 1998 begon Simon aan een reeks reizen die tot 2002 zou duren. Hij verhuisde eerst naar Tsjaad, waar hij werkte bij het Language Center van de afdeling public affairs van de Amerikaanse ambassade. Gedurende deze tijd werkte hij samen met een groep Tsjadische kunstenaars om een kunststudio en galerie in N'Djamena op te richten, het Huis van Afrikaanse Kunst. Samen organiseerden ze in 1999 een tentoonstelling van hun kunstwerken in de galerie. Hij werkte ook als manager voor een lokale muziekgroep, H'Sao, die in juli 2001 een bronzen medaille won in de Jeux de la Francophonie in Quebec.
In 2001 verhuisde Simon naar Frankrijk om artist in residence te worden in de Galerie Épices et Arts in Lyon. De galerie hield in december van dat jaar een tentoonstelling van zijn werk.  In 2002 verhuisde hij naar Montreal. Terwijl hij in Canada was, organiseerde hij een optreden van indiaanse dansers en muzikanten als onderdeel van een Guyanafestival dat in mei 2002 werd georganiseerd door het Guyanese consulaat in Toronto.  In juli 2002 reisde hij naar Haïti, waar hij een kleine school oprichtte genaamd Escola Nueva, waar hij les gaf in Engels, kunst en muziek. Hoewel hij niet lang in Haïti verbleef, was zijn tijd daar artistiek zeer productief omdat, in zijn woorden "Haïti is vol trillingen; vol replica's van indiaans erfgoed met musea gewijd aan artefacten. Het bruist van kunst op straat". Hij verliet Haïti in augustus 2002 en keerde terug naar Guyana.

### Terug in Guyana
Terug in Guyana werd Simon docent kunst, archeologie en antropologie, en coördinator van de Amerindian Research Unit aan de Universiteit van Guyana. Hij startte ook de bouw van een kunstencentrum in zijn geboorteplaats St. Cuthbert's Mission, dat in september 2002 werd geopend. Het centrum was bedoeld voor exposities van lokale kunstenaars. In dezelfde maand nam Simon deel aan een tentoonstelling van indiaanse kunst in Castellani House (de thuisbasis van Guyana's National Art Gallery) getiteld Moving Circle.

## Archeologie

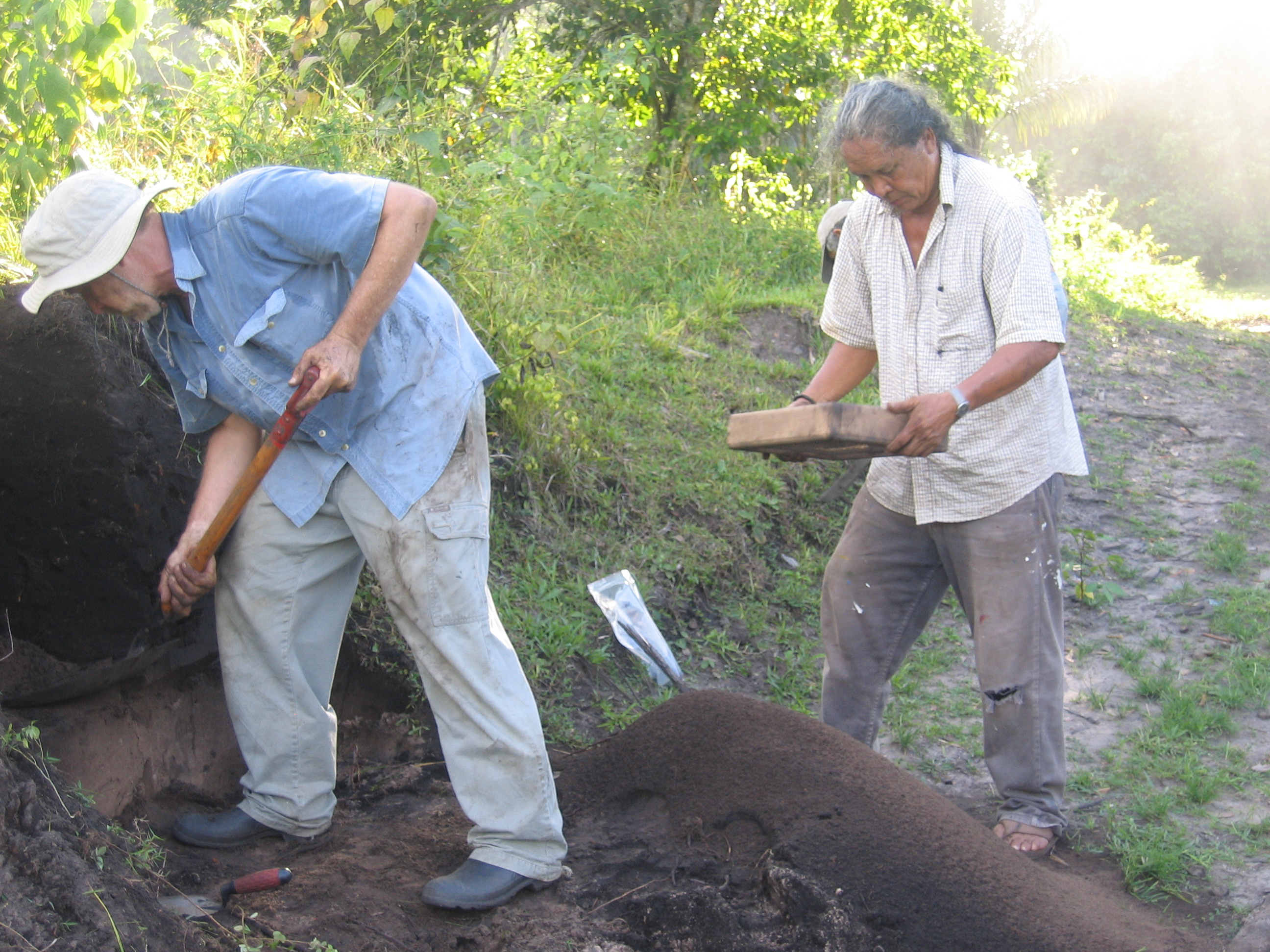
Simon aan het werk aan het Berbice archeologieproject, 2009

In 2009 begon Simon aan een groot archeologisch project in de regio Berbice samen met Neil L. Whitehead van de University of Wisconsin-Madison en Michael Heckenberger van de Universiteit van Florida. Het project was gericht op onderzoek naar de overblijfselen van oude nederzettingen en landbouwnetwerken in de regio Berbice. De aanleiding was de ontdekking door de gepensioneerde generaal-majoor Joe Singh van talrijke kleine heuvels, tijdens een van zijn vluchten naar de Guyana Defense Force Battle School in Takama. Simon zocht Singh's eerste waarnemingen na, en ontdekte in 1987 terra pretabodems (bewijs van menselijke bewoning) in het gebied. In 1992 bezochten Whitehead en Simon de vindplaatsen opnieuw en voerden voorlopig veldonderzoek uit naar culturele en geologische overblijfselen in het gebied. Dit onderzoek bracht een "groot complex van agrarische terpen in het gebied" en een groot terra-pretagebied met de naam Hitia. De eerste radiokoolstoftests van ter plaatse genomen monsters plaatsen de constructie van de landbouwheuvels op ongeveer 1800 jaar BP.

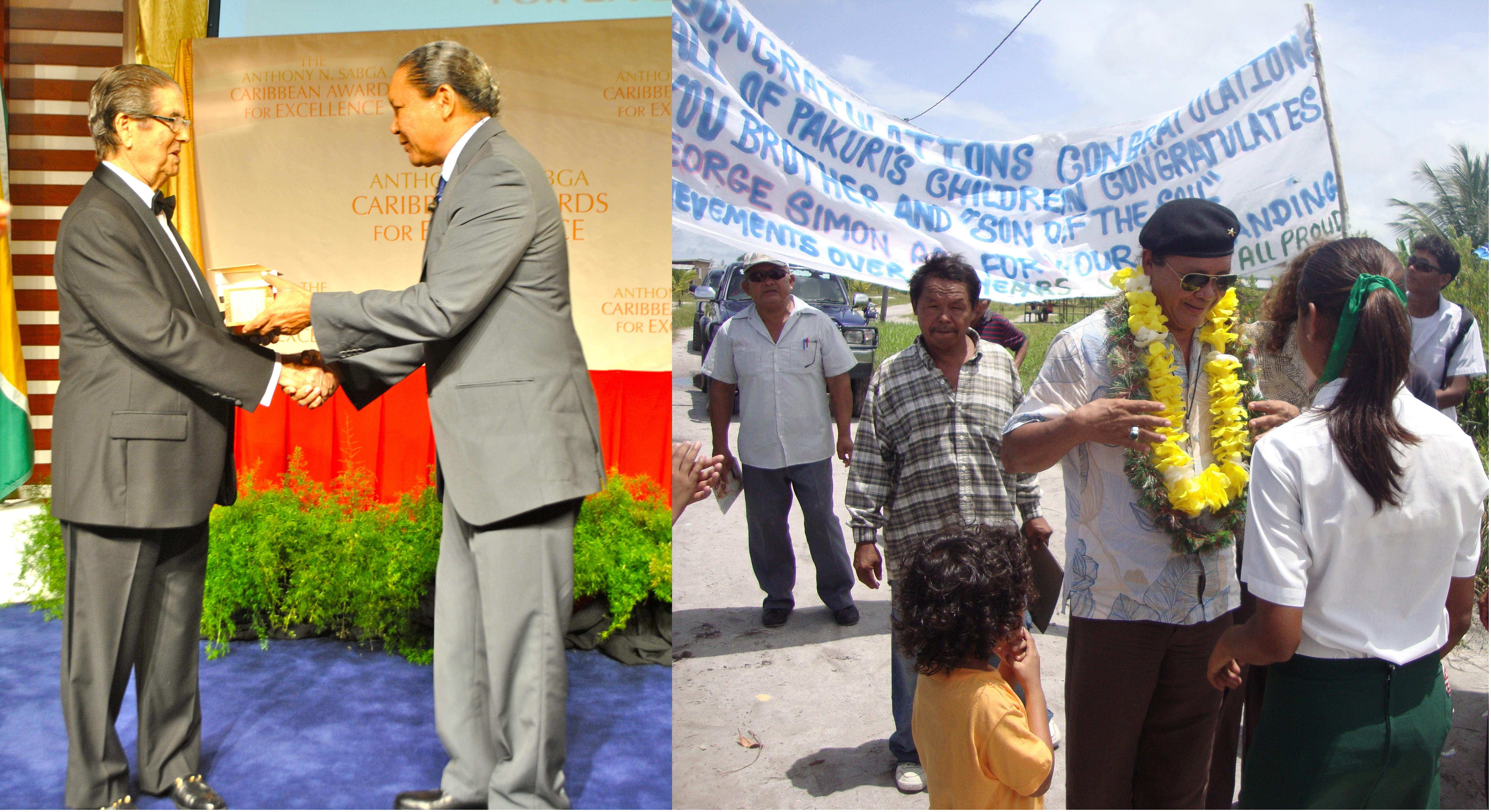
De Anthony N. Sabga Award: (van links naar rechts) Simon ontvangt de prijs op 5 mei 2012. Viering ter ere van Simon en zijn onderscheiding, gehouden in zijn geboorteplaats St. Cuthbert's Mission op 11 mei 2012.

In 2009 voerden Simon, Whitehead, Heckenberger en David Steadman (curator van het Florida Museum of Natural History ) een archeologisch proefonderzoek uit naar vier locaties langs de Berbicerivier. Testen van keramische en organische materialen van de sites gaven een radiokoolstofdatum van circa 5000 jaar BP. Deze gegevens plaatsten de materialen onder de oudste teruggevonden in het grotere Amazonegebied. Whitehead legde uit dat het lopende Berbice archaeologieproject potentie had om het huidige begrip van "langdurige menselijke bewoning in de tropen aanzienlijk te veranderen, en in het bijzonder de belangrijke rol die Arawakaanse volkeren in dat proces hebben gespeeld." Michael Mansoor, voorzitter van het ANSA Awards' Eminent Persons Panel, zei dat het project "ertoe zou kunnen leiden dat de geschiedenisboeken over het precolumbiaanse verleden van Amerika radicaal zouden worden herschreven".

## Kunst

### Stijl en techniek

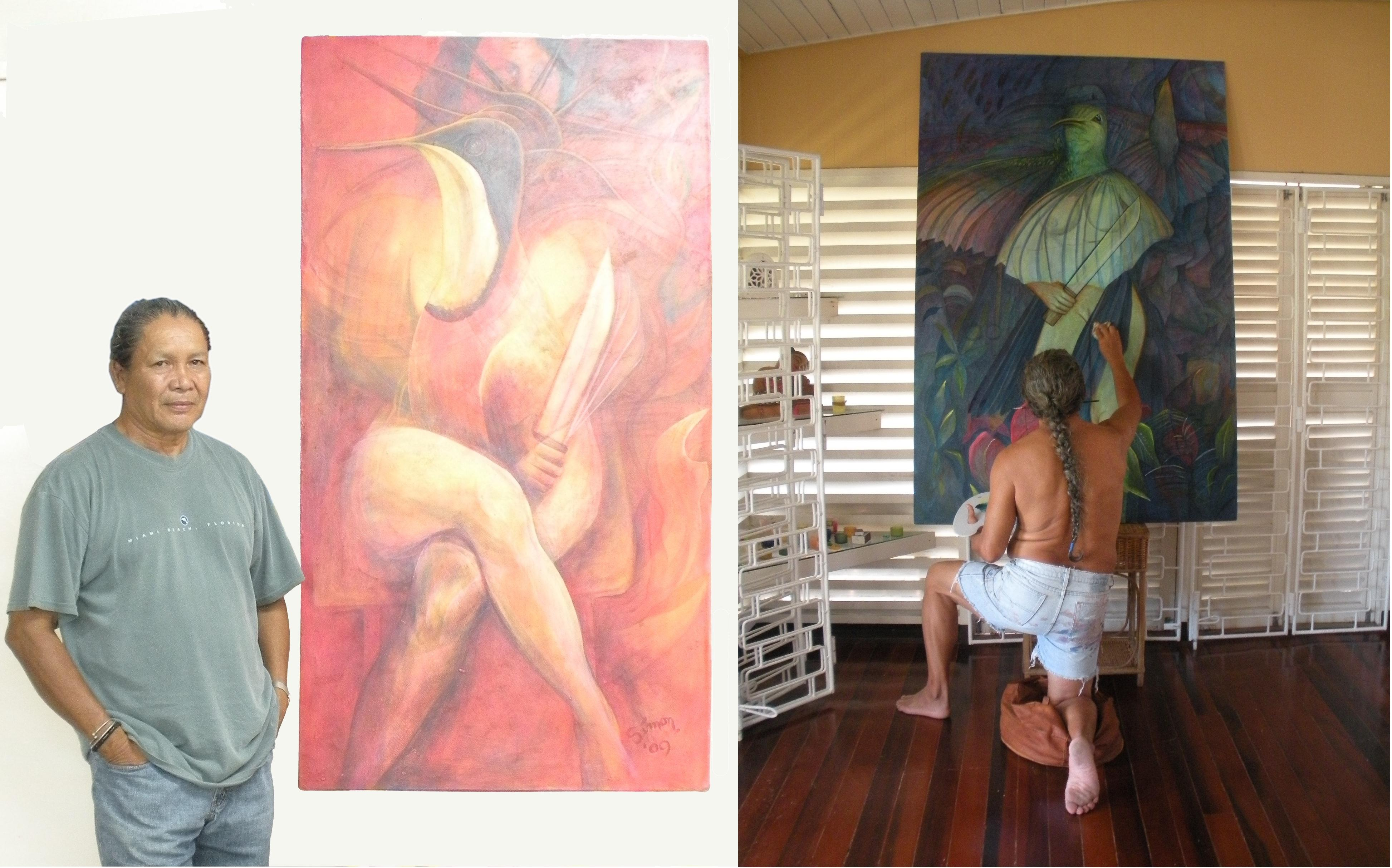
Simon en de Bimichi- schilderijen (2009): (van links naar rechts) Simon met zijn schilderij Bimichi I ; Simon werkt aan Bimichi II.

Simon schilderde voornamelijk met acrylverf op canvas, keperstof of papier. Hij creëerde contrast en diepte in zijn schilderijen door dunne lagen acryl over elkaar aan te brengen, "heel voorzichtig en heel vervelend". Eind jaren negentig ging hij experimenteren met het gebruik van gesso om textuur en driedimensionale reliëfpatronen te creëren.
Conceptueel had Simon een intuïtieve benadering in zijn schilderen. Hij begon vaak met het kiezen van een dominante kleur voor zijn werk, "gooide lukraak verf" naar het doek en reageerde vervolgens op het "beeldmateriaal dat naar voren komt". In 1994/5 legde hij uit: "Ik heb een groot vertrouwen in het onderbewustzijn. Dus laat ik de verf op het canvas en kijk ernaar en geleidelijk komen er beelden uit naar voren en ontwikkel ik die beelden".
Volgens Simon had zijn archeologische werk grote invloed op zijn artistieke stijl. Zijn onderzoek naar prehistorische kunst in Zuid en Latijns-Amerika moedigde hem aan "naar binnen te kijken" en "veel meer vertrouwen te krijgen in het gebruik van [zijn] eigen taal" en in zijn verkenningen van de indiaanse cultuur en mythologie.

### Thema's
Simons werk is het meest bekend door zijn verkenning van indiaanse culturele tradities in Midden en Zuid-Amerika. Vooral sjamanisme is een terugkerend thema in zijn werk. Belangrijk zijn ook zijn herhaalde engagementen met Amerindische timehri - oude rotstekeningen die overal in Guyana voorkomen. Deze Guyanese timehri zijn het voorwerp geweest van talrijke archeologische studies (met name door Denis Williams), maar Simon suggereert dat hij ze in zijn kunstwerken op zijn eigen 'specifieke manier' probeert te 'decoderen', waarbij hij zich afvraagt 'waarom ze zijn geschreven, en wat ze willen zeggen".
Het milieu is ook een belangrijk thema in Simons werk. In een artikel over "Arts and the Environment" in Stabroek News beschreef Al Creighton hem als een kunstenaar die zich op bijzonder diepgaande wijze bezighield met het milieu, vooral door zijn voorstellingen van de "Arawak co-existentie met het land en het water." In een interview uit 2011 merkte Simon op: "Mijn werk is er nu op gericht aandacht te verkrijgen voor de inheemse bevolking en hoe zij leven met oog voor het milieu. Ik hoop dat dit zal leiden tot een algemene acceptatie dat de mens een band heeft met de omgeving; dat de omgeving niet alleen saai is, maar vol leven en een diepe betekenis heeft".

### Bekende werken
- Universal Woman (2008)[18][19]
- Palace of the Peacock: Homage to Wilson Harris (2009)[8][20]
- Golden Jaguar Spirit (2010)[21]

### Erkenning
Simon wordt algemeen erkend als een belangrijk Guyanees kunstenaar. Hij werd in 1998 bekroond met de Guyaanse onderscheiding Golden Arrow of Achievement. In mei 2012 ontving hij de Anthony N. Sabga Caribbean Award for Excellence voor zijn werk als kunstenaar en archeoloog.
In een essay uit 1996 beschreef Sir Wilson Harris Simon als "een begaafd schilder die gekoesterd moet worden" en suggereerde dat zijn werk deel uitmaakt van een artistieke "renascence". In hun inleidende boek over kunst in de Cariben (2010) presenteren Stanley Greaves en kunstcriticus en historicus Anne Walmsley Simon als "een begaafd en ervaren schilder" en een opmerkelijk Caribisch kunstenaar. In 2002 roemde de Guyanese docent en kunstcriticus Alim Hosein het werk van Simon om zijn "zoekende, individualistische verkenning van zijn indiaanse erfgoed". Al Creighton heeft hem beschreven als een van Guyana's "meest vooraanstaande kunstenaars", die vooral opvalt door zijn preoccupatie met "de kosmos van de Lokono" en voor zijn intense betrokkenheid bij milieuthema's. In een artikel over "The Rise of Amerindian art" in Guyana schreef hij: "[Simon] demonstreert op zeer welsprekende wijze enkele van de meest opwindende ontwikkelingen in Guyaanse Amerindian art. Meer dan dat, is hij een leider in het in kaart brengen van de richting".
In 2020 werd werk van Simon tentoongesteld in de expositie Benedictio IV: mighty echo of the Amazone rainforest – revelations of the Guianas in het Prinsenkwartier in Delft.
- Union List of Artist Names: 500117800
- Virtual International Authority File: 96554501